# Thamnophis cyrtopsis
Thamnophis cyrtopsis, rắn sọc cổ đen, là một loài rắn sọc trong chi Thamnophis, chủ yếu được tìm thấy gần nước trong khu vực miền núi, đồi núi của Tây Nam Hoa Kỳ và Mexico. 
Loài này có năm phân loài được công nhận.